# Blanche Bruce
Blanche Kelso Bruce (Farmville, 1º marzo 1841 – Washington, 17 marzo 1898) è stato un politico statunitense. Ha rappresentato lo Stato del Mississippi come senatore del partito repubblicano dal 1875 al 1881 ed è stato il primo afroamericano a restare al senato per tutta la durata della carica. Hiram Rhodes Revels, anch'egli del Mississippi, era stato il primo in assoluto ad entrare al Congresso degli Stati Uniti d'America, ma senza rimanere per l'intera durata del mandato. Nel 2002 Molefi Kete Asante ha inserito Blanche Bruce nella sua lista dei 100 più grandi afroamericani.

## Biografia
Bruce nacque nella Contea di Prince Edward, in Virginia vicino a Farmville da Pettis Perkinson, bianco proprietario di una piantagione, e Polly Bruce, schiava afroamericana. Fu trattato abbastanza bene dal padre, che lo educò insieme ai fratellastri. Dal momento che era nato schiavo a causa della condizione della madre, il padre lo liberò e lo avviò ad un apprendistato in modo che potesse imparare un mestiere.

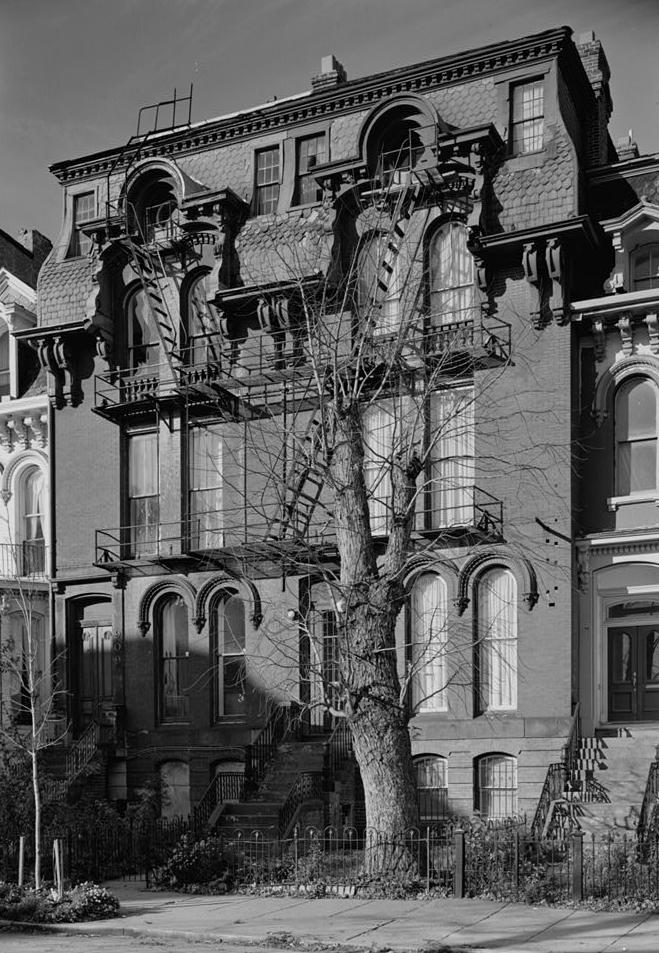
Casa di Bruce al 909 M Street NW di Washington, dichiarata National Historic Landmark nel 1975

Nel 1850, Bruce si trasferì in Missouri, dopo essere diventato apprendista di un tipografo.
Dopo che l'esercito ebbe respinto la sua domanda di poter combattere nella guerra civile, Bruce insegnò all'Oberlin College in Ohio per due anni e in seguito lavorò su un battello a vapore sul Mississippi. Nel 1864 si trasferì ad Hannibal, in Missouri, dove fondò una scuola per studenti di colore.
Durante la Ricostruzione, Bruce divenne un ricco proprietario terriero in Mississippi. Venne nominato ufficiale di stato civile e assessore al bilancio della Contea di Tallahatchie prima di vincere le elezioni per la carica di sceriffo nella Contea di Bolivar. In seguito ricoprì altre cariche nella contea, tra cui esattore delle tasse e supervisore scolastico, mentre dirigeva anche un quotidiano. Nel febbraio 1874, Bruce venne eletto al senato come rappresentante del partito repubblicano. È stato il primo ed unico ex schiavo ad ottenere la carica di Presidente del Senato degli Stati Uniti. Nel 1880, il suo successore fu James Z. George.
Il 24 giugno 1878 sposò Josephine Beal Willson (1853 – 15 febbraio 1923) di Cleveland, facendo molta pubblicità all'evento. Viaggiarono in luna di miele in Europa per un mese. Il loro unico figlio, Roscoe Conkling Bruce, nacque nel 1879 e prese il nome da Roscoe Conkling, mentore di Bruce al Senato.
Al Congresso nazionale del Partito Repubblicano di Chicago del 1880, Bruce divenne il primo afroamericano ad ottenere dei voti come leader di partito, totalizzando 8 voti per diventare vicepresidente. Nel 1881, venne nominato dall'allora Presidente James A. Garfield Register of the Treasury: questo lo rese la prima persona di colore a porre la propria firma sulle banconote del Paese.
Bruce lavorò al registro catastale del Distretto di Columbia tra il 1891 e il 1893, poi tornò alla tesoreria fino alla morte, sopraggiunta nel 1898.